# Шуничи Икеноуе
Шуничи Икеноуе (јап. 池ノ上 俊一; 16. фебруар 1967) јапански је фудбалер.

## Каријера
Током каријере играо је за Мацушита, Јокохама Флугелси и Tosu Futures.

## Репрезентација
Са репрезентацијом Јапана наступао је на азијска купа 1988.